# Niemiecki terier myśliwski
Niemiecki terier myśliwski (niem. Deutscher Jagdterrier) – rasa psów należąca do grupy terierów, zaklasyfikowana do sekcji terierów wysokonożnych. Typ wilkowaty. Podlega próbom pracy.

## Rys historyczny
Po I wojnie światowej kilku aktywnych myśliwych opuściło Foxterrier Club, by poświęcić się hodowli psa o najwyższych walorach użytkowych. Rudolf Friess, Walter Zangenberg i Carl-Erich Grunwald zdecydowali, że utworzą rasę norowców o umaszczeniu czarnym podpalanym. Lutz Heck Handenbeck dyrektor ogrodu zoologicznego podarował Walterowi Zangenbergowi cztery czarne podpalane teriery rzekomo czystej linii foksterierów. Od nich rozpoczęto hodowlę niemieckich terierów myśliwskich. Później do grona hodowców dołączył dr Hubertt Lackner. Po latach licznych eksperymentów hodowlanych, dzięki krzyżowaniu staroangielskich szorstkowłosych terierów i terierów walijskich, otrzymano ustalony typ psa. Hodowcy zabiegali nie tylko o eksterier, ale równocześnie o użytkowość. Chodziło im o psa wszechstronnego, energicznego, głoszącego zwierzynę, lubiącego wodę, łatwego w układaniu i posiadającego instynkt myśliwski. W 1926 roku powołano do życia Deutscher Jagdterrier-Club. Dzisiejsi hodowcy niemieckich terierów myśliwskich również przykładają wielką wagę do ich użytkowości na polowaniu, ciętości, odwagi i zrównoważenia charakteru.

## Użytkowość
Niemiecki terier myśliwski jest psem myśliwskim, pełniącym funkcje norowca, psa tropiącego i aportującego.
Nazwa terier pochodzi od łacińskiego słowa terra oznaczającego ziemię, co wiąże się z funkcją tego psa na polowaniach. Do jego zadań należy tropienie lisów, co wiąże się często z rozkopywaniem ich nor oraz zaciętością w walkach z tym drapieżnikiem.
Jego wrodzona zaciętość i hart tak jak uwydatnione poczucie wolności, niezwykła mobilność oraz solidna doza uporczywości stanowią konieczny element osobowości tego psa, pozwalający osiągać mu sukcesy na polowaniach.

## Temperament
Bardzo cięty. Pies tej rasy posiada silny stopień dominacji. Potrzebuje bardzo dużo ruchu i zainteresowania. Dorosłe osobniki mogą być agresywne wobec innych psów, dla ludzi przyjacielskie. Szybko się uczą i są inteligentne.

## Budowa
- Sylwetka powinna sprawiać wrażenie nieco wydłużonej, długość tułowia większa od wysokości w kłębie, pies powinien być silny i dobrze umięśniony.
- Kościec suchy i dobrze związany. Stosunek wysokości do długości oraz kątowanie kończyn przednich i tylnych powinno być zharmonizowane. Klatka piersiowa głęboka, miernie szeroka, żebra lekko wysklepione, brzuch miernie podciągnięty. Lędźwie szerokie i silne, tył długi i lekko opadający.
- Łapy okrągłe, silne, dobrze wysklepione. Podeszwy bardzo twarde. Palce zwarte, wypukłe, pazury krótkie, barwy czarnej.

## Szata i umaszczenie
Występuje w odmianie szorstkowłosej i gładkowłosej.
- Szata prosta, gęsta i szorstka lub gładka i ściśle przylegająca do ciała.
- Umaszczenie czarne, ciemnobrązowe lub szaroczarny melanż ze złotorudymi wyraźnie ograniczonymi, czystej barwy znaczeniami nad oczami, na kufie i piersi, także na kończynach i wokół odbytu.

## Utrzymanie
Nie ma problemu nawet z dłuższą sierścią. Czesany raz dziennie ma błyszcząca i niesplątaną sierść.